# Endotriadella
Endotriadella es un género de foraminífero bentónico de la familia Endotriadidae, de la superfamilia Endothyroidea, del suborden Fusulinina y del orden Fusulinida. Su especie tipo es Ammobaculites wirzi. Su rango cronoestratigráfico abarca desde el Anisiense hasta el Ladiniense (Triásico medio).

## Discusión
Clasificaciones más recientes incluyen Endotriadella en el suborden Endothyrina, del orden Endothyrida, de la subclase Fusulinana de la clase Fusulinata.

## Clasificación
Endotriadella incluye a las siguientes especies:
- Endotriadella alpina †
- Endotriadella ifranensis †
- Endotriadella memmiae †
- Endotriadella pentacamerata †
- Endotriadella radstadtensis †
- Endotriadella wirzi †